# Rắn má núi Maxwell
Rắn má núi Maxwell, tên khoa học Opisthotropis maxwelli, là một loài rắn trong họ Rắn nước. Loài này được Boulenger mô tả khoa học đầu tiên năm 1914.